# 王立英
王立英（1954年10月—），女，重庆市人；中国青年政治学院大专班毕业，中共中央党校政治经济专业本科，华中师范大学宏观经济管理专业在职研究生学历，经济学硕士学位。1974年3月加入中国共产党，是中共第十七届、十八届中央纪律检查委员会委员。曾长期在共青团中央工作；2000年起，从事中共纪检监察工作，先后担任中宣部机关党委副书记、纪委书记，中纪委、监察部驻新闻出版总署纪检组长、中纪委、监察部驻教育部纪检组长等职。

## 经历
1971年，还在上中学的王立英响应中共中央关于知识青年上山下乡的号召，赴云南生产建设兵团下属西双版纳景洪农场插队劳动；期间，曾担任农场团支部书记。1974年，通过招工，进入云南合成树脂厂工作；曾任该厂党的核心领导小组成员、厂团支部书记、车间党支部书记等职。1978年，受组织推荐，调北京参加共青团“十大”组织筹备工作；后留任团中央。
1979年，王立英正式调入共青团中央，前后工作二十年；历任团中央组织部组织处干部、主任科员、副处长、处长；期间，她先后在中国青年政治学院大专班和中共中央党校政治经济专业本科班学习；1993年，升任团中央组织部副部长；1994年至1997年，在职攻读华中师范大学宏观经济管理专业硕士研究生；1998年起，任团中央机关党委常务副书记兼组织部副部长，成为正厅局级干部。
1999年，王立英调中共中央宣传部，任中宣部干部局副局长；2000年兼任中宣部机关党委副书记、纪委书记，开始涉足中共纪检监察工作；2001年，升任中宣部干部局局长；2005年，出任中纪委、监察部驻新闻出版总署纪检组组长；2008年，调任中纪委、监察部驻教育部纪检组长。2015年3月，担任该年度第一批中央巡视工作领导小组第三巡视组组长，负责巡视中国东方电气集团有限公司、国家开发投资公司等央企单位。